# Reo Nagumo
Reo Nagumo (南雲玲生 Nagumo Reo?) Es un compositor y un extrabajador de Konami. Se le considera el abuelo de Bemani, ya que fue el primer director de sonido y el primer compositor de la empresa. También fue el único compositor de Bemani en dirigir las tres principales franquicias de Beatmania, así como también escribió canciones para el videojuego efímero ParaParaParadise. Su estilo musical se enfoca en el Rave y el Pop, aunque también se incursionó también en otros géneros.
En el año 2002 dejó de trabajar en Konami y se convirtió en un artista de la comisión, y siguió escribiendo canciones para beatmania IIDX hasta 2006 y un poco más en Pop'n music. También creó un remix de GRADIUSIC CYBER para el álbum Milestone de Dj Taka. En 2008, todas sus canciones creadas después de beatmania IIDX 4th style fueron eliminadas en beatmania IIDX 16 EMPRESS, y el siguiente año fueron eliminadas todas sus canciones en Dance Dance Revolution X (también por último, unas cuantas canciones eliminadas en Pop'n music THE MOVIE).
Se rumoraba que Reo había heredado un restaurante de sushi, sin embargo más tarde se demostró ser falso. Recientemente, Reo es el director ejecutivo de una compañía japonesa llamada Yudo Ltd., y escribió música para de Aero Revolution para las versiones de Wii y iPhone.

## Música principal
Esta lista muestra las canciones que fueron creadas por el mismo autor y también con los artistas que trabajó para su elaboración:

### Yudo Ltd.
- Pampanga Music
  - 『平壌音楽』 JUCHE-DUB （reo nagumo a.k.a djnagureo 名義）
  - R30 （tiger YAMATO featuring. DAIMON 名義）
  - 北朝鮮 『愛国歌』 （kimmaster’73 名義）
  - no life no techno (dj nagureo 名義)

- Aero Guitar
  - Infections (N.A.R.D.名義)
  - Gear (下北Brothers名義)

- Aero Synth
  - 3.29.9 (reo nagumo名義)
  - mishima (dj nagureo名義)
  - OBAMA (SUPER tiger YAMATO名義)

### BEMANI series

#### beatmania
- - 2.14.13
  - 20,november
  - BOA BOA LADY (JAMMING-MIX)
  - Believe again (english version)
  - Believe again (HYPER MEGA MIX)
  - COME AND GET IT (N.A.R.D.名義)
  - deep in you
  - DJ BATTLE
  - Do you love me? （reo-nagumo名義）
  - jam jam reggae （jammaster '73名義）
  - LINN1999
  - LUV TO ME THIRD MIX (miryam reo yoshinori名義)
    - LUV TO ME (english version) (THIRD-MIX名義)
    - LUV TO ME (disco mix) Version GOTTA (tiger YAMATO名義)

  - MOMENT
  - peace-out
  - SAVIOR （reo nagumo feat. Lala Moore名義）
  - STAY WITH ME (BIGBEAT MIX)
  - u gotta groove
  - VIVA!2000 (-27MIX)
  - WATCHINGOUT

#### beatmania IIDX
- - 2002 (tiger YAMATO名義)
  - 5.1.1.
  - 5.8.8.
  - dong-tepo no.1
  - E.V CAFE (reo nagumo feat. hajime.y名義)
  - I.C.F.5800 (Reo Nagumo feat. Mayumi Shizawa名義)
  - KAMIKAZE
  - Logic Board
  - LUV TO ME (disco mix) (tiger YAMATO名義)
  - LUV TO ME (UCCHIE'S EDITION) （tiger YAMATO名義)
  - patsenner
  - PERFECT WORLD (N.A.R.D feat. masayo名義)
  - R2 (tiger YAMATO名義)
  - R3 (tiger YAMATO名義)
  - R5 (tiger YAMATO with ultrabeatbox名義)
  - R壱萬 (tiger YAMATO名義)
  - Secret Tale (dj nagureo feat. asuka.m名義)
  - tiger yamato (tiger YAMATO名義)
  - Two DAYS OF LOVE (tiger YAMATO with マイク吉川 feat. ma-sa名義)
  - Y31 (tiger YAMATO名義)
  - V35 (tiger YAMATO名義)

#### beatmania III
- - beatmania III opening theme
  - Devoted To You (dj nagureo feat. Robbie Danzie名義)
  - Instant Love (dj KONAMI名義)
  - Keep On Liftin'
  - my cherie amour (dj nagureo feat. sana名義)
  - qingdao
  - Rest my mind (dj nagureo feat. Doublecheese名義)
  - Stay with Me (dj nagureo feat. Robbie Danzie名義)

#### Pop'n music-Pop'n stage
- - ALONE
  - BICYCLE (sugi&reo)
  - blue moon sea (N.A.R.D. feat.Lala Moore)
  - BoaBoaLady! (jammaster '73)
  - FAKE (N.A.R.D.)
  - Far e@st network
  - Forever The Earth (n.a.r.d.)
  - HAGOROMO (cheetah KAMATA)
  - Hong kong magic (tiger YAMATO)
  - In a Grow (Noriko Fukusima)
  - I REALLY WANT TO HURT YOU (SUGI&REO)
    - I REALLY WANT TO HURT YOU ～僕らは完璧さ (SUGI&REO)

  - (fly higher than) the stars (SUGI&REO)
  - platonic love (N.A.R.D.)
  - Secret tale (dj nagureo feat. 新谷さなえ)
  - YOUNG DREAM (LITTLE FINGERS)
  - 작은 행복
  - 走り抜ける君へ、Hurry up! (吉田一郎)
  - ポップン販売株式会社 (ポップン販売株式会社)
  - 森の鼓動 (N.A.R.D.)
  - 夢見る少女 (dimitoricTiger from seoul)
  - ラスベガスドリーム (reo nagumo)

#### ParaParaParadise
- - HOLD ON ME (tiger YAMATO)